# Neoscinella gigas
Neoscinella gigas är en tvåvingeart som först beskrevs av Curtis W. Sabrosky 1940.  Neoscinella gigas ingår i släktet Neoscinella och familjen fritflugor. Inga underarter finns listade i Catalogue of Life.